# 费赫特河 (乌得勒支省)

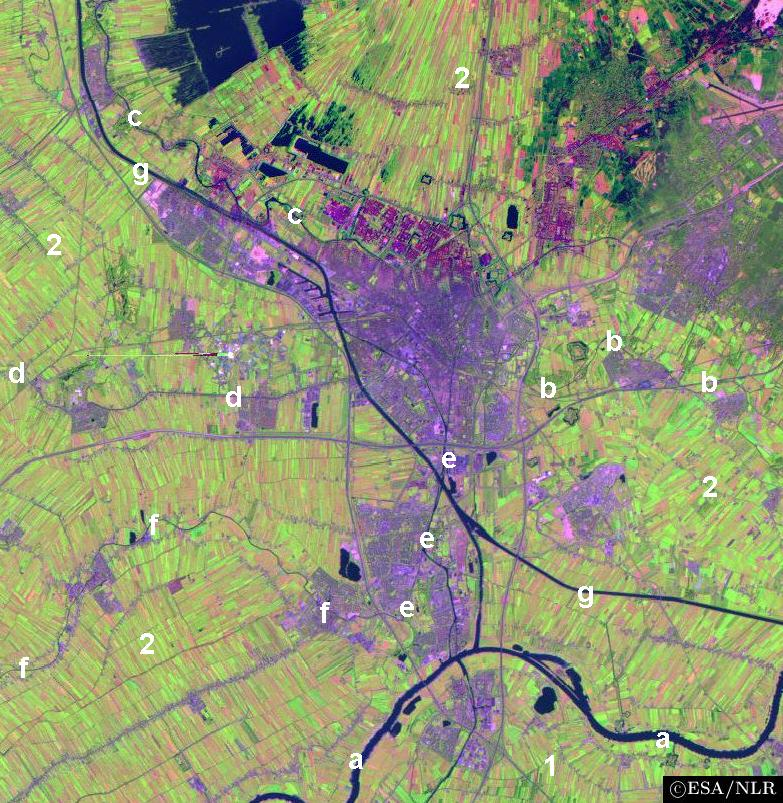
乌特勒支周围的卫星 图像显示费赫特河（c）和阿姆斯特丹-莱茵运河 （g）。

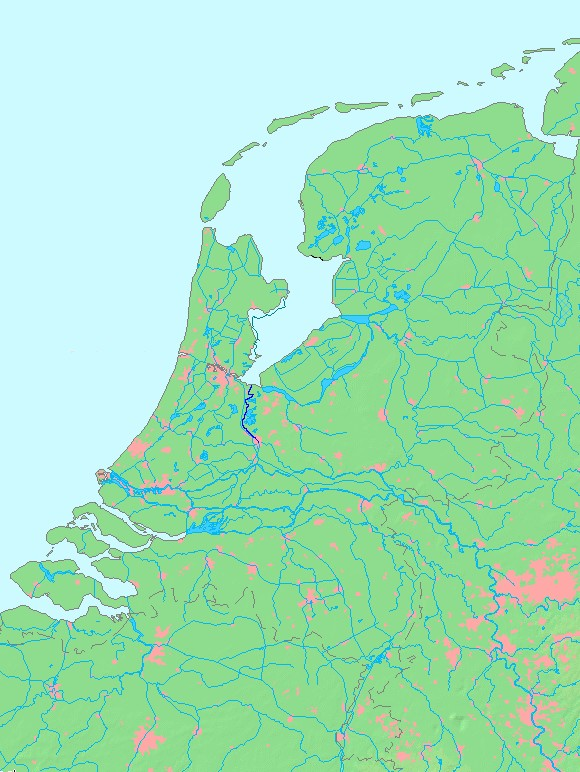
费赫特河的位置（深蓝色）。

费赫特河（荷兰语：Vecht；德语：Utrechtsche Vecht）是位于荷兰乌得勒支省的莱茵河支流。该河有时被称为乌得勒支省费赫特河（Utrechtse Vecht），以避免其与上艾瑟尔省费赫特河（Overijsselse Vecht）混淆。沿河地区被称为费赫特斯特雷克（Vechtstreek，意为“费赫特河地区”）。 
52°20′N 5°04′E / 52.34°N 5.07°E